# Ґрант Гаккетт
Ґрант Гаккетт  (англ. Grant Hackett, 9 травня 1980) — австралійський плавець, олімпійський чемпіон.

## Виступи на Олімпіадах
| Олімпіада   | Дисципліна                             | Місце |
| ----------- | -------------------------------------- | ----- |
| Сідней 2000 | плавання на 200 метрів вільним стилем  | 8     |
| Сідней 2000 | плавання на 400 метрів вільним стилем  | 7     |
| Сідней 2000 | плавання на 1500 метрів вільним стилем | 1     |
| Сідней 2000 | естафета 4 × 200 вільним стилем        | 1     |
| Афіни 2004  | плавання на 200 метрів вільним стилем  | 5     |
| Афіни 2004  | плавання на 400 метрів вільним стилем  | 2     |
| Афіни 2004  | плавання на 1500 метрів вільним стилем | 1     |
| Афіни 2004  | естафета 4 × 200 вільним стилем        | 2     |
| Пекін 2008  | плавання на 400 метрів вільним стилем  | 6     |
| Пекін 2008  | плавання на 1500 метрів вільним стилем | 2     |
| Пекін 2008  | естафета 4 × 200 вільним стилем        | 3     |